# Списак генерала и адмирала Југословенске војске: Т
Списак генерала и адмирала Југословенске војске (ЈВ) чије презиме почиње на слово Т, за остале генерале и адмирале погледајте Списак генерала и адмирала Југословенске војске.
напомена:
Генералски, односно адмиралски чинови у ЈВ су били — војвода, армијски генерал (адмирал), дивизијски генерал (вице-адмирал) и бригадни генерал (контра-адмирал). 

### Т
- Владимир Талић (1883—1961), интендантски бригадни генерал. Активна служба у ВКЈ престала му је 1936. Реактивиран 1941. Одведен у заробљеништво 1941. године.
- Иван Таназевић (1878—1956), пешадијски бригадни генерал. Активна служба у ВКЈ престала му је 1930.
- Квинитилијан Тартаља (1884—?), жандермеријски бригадни генерал. Прешао у војску НДХ 1941.
- Драгољуб Тасић (1881—1929), генералштабни бригадни генерал.
- Живојин Терзибашић (1878—1943), инжињеријско-технички генерал. Активна служба у ВКЈ престала му је 1939.
- Божидар Терзић (1867—1939), армијски генерал. Активна служба у ВКЈ престала му је 1920. Реактивиран 1923. Пензионисан 1929.
- Милорад Терзић (1880—1939), геодетски генерал.
- Сретен Терзић (1884—1970), артиљеријски бригадни генерал. Одведен у заробљеништво 1941. године, после рата није наставио службу.
- Урош Тешановић (1891—1965), генералштабни дивизијски генерал. Одведен у заробљеништво 1941. године, после рата није наставио службу.
- Спасоје Тешић (1879—1963), пешадијски бригадни генерал. Активна служба у ВКЈ престала му је 1935. Реактивиран 1941. Одведен у заробљеништво 1941. године, после рата није наставио службу.
- Томо Тијановић (1887—1953), контра-адмирал. Прешао у војску НДХ 1941.
- Петар Тодоровић (1872—1950), артиљеријски бригадни генерал. Активна служба у ВКЈ престала му је 1929.
- Драгољуб Тодорчевић (1881—1945), пешадијски бригадни генерал. Активна служба у ВКЈ престала му је 1930.
- Сретен Тодорчевић (1884—1945), пешадијски бригадни генерал. Активна служба у ВКЈ престала му је 1938.
- Никола Томашевић (1876—1965), дивизијски генерал. Активна служба у ВКЈ престала му је 1927.
- Војислав Томић (1878—1937), армијски генерал.
- Мирослав Томић (1880—1952), дивизијски генерал. Одведен у заробљеништво 1941. године, пуштен 1942.
- Лазар Тонић (1884—1975), дивизијски генерал. Одведен у заробљеништво 1941. године, пуштен 1942, па поново враћен, после рата није наставио службу.
- Бошко Тоскић (1883—1959), дивизијски генерал. Одведен у заробљеништво 1941. године, после рата није наставио службу.
- Сава Трипковић (1875—1944), дивизијски генерал. Активна служба у ВКЈ престала му је 1936.
- Душан Трифуновић (1880—1942), дивизијски генерал. Активна служба у ВКЈ престала му је 1927. Преведен у резерву. Реактивиран 1941. Одведен у заробљеништво 1941. године.
- Мирослав Трифуновић (1894—1945), дивизијски генерал. Прикључио се ЈВуО. До 1943. пешадијски бригадни генерал.
- Стојан Трнокоповић (1877—1936), жандермеријски бригадни генерал. Активна служба у ВКЈ престала му је 1936.
- др Жарко Трпковић (1874—1946), санитетски бригадни генерал. Активна служба у ВКЈ престала му је 1934. Реактивиран 1941. Одведен у заробљеништво 1941. године, отпуштен. Пензионисан 1942.
- Милан Туцаковић (1871—1936), армијски генерал. Активна служба у ВКЈ престала му је 1925. Преведен у резерву.